# Centrale hydroélectrique Achwa I
Pour les articles homonymes, voir Achwa Hydroelectric Power Station.
La centrale hydroélectrique d'Achwa I (A1HPS) est une centrale hydroélectrique actuellement en construction (2020) en Ouganda, d'une capacité installée prévue de 41 mégawatts.

## Emplacement
L'installation est située de l'autre côté de la rivière Achwa, dans le district de Gulu, au nord de l'Ouganda . Cet emplacement est à la frontière entre le district de Gulu et le district de Pader, à environ 38 kilomètres au nord de la colonie d'Aswa. Cet emplacement est à proximité de la centrale hydroélectrique d'Achwa II.
C'est environ 65 Kilomètres, par la route, au nord-est de Gulu, la plus grande ville du nord de l'Ouganda.

## Aperçu
Achwa 1 est un projet hydroélectrique au fil de l'eau avec une production annuelle prévue de 274 GWh. Cette centrale électrique fait partie d'une cascade de cinq centrales électriques prévues sur la rivière Achwa totalisant 109 mégawatts,. L'énergie produite sera vendue à la Uganda Electricity Transmission Company Limited, pour intégration dans le réseau électrique national.

## Construction
L'électricité produite sera évacuée via la ligne à haute tension Lira – Gulu – Agago, une ligne de transport à haute tension de 132 kV, vers une sous-station de Lira, sur une distance d'environ 140 kilometres, où il sera vendu à l'Uganda Electricity Transmission Company Limited («UETCL»). Les autres infrastructures qui seront construites comprennent 9 kilomètres de routes de service, 38 kilomètres route de service pour relier le site à la route Gulu-Kitgum et un camp pour les ouvriers du bâtiment
En 2016, des appels d'offres pour la réalisation d'études de faisabilité et d'impact environnemental de cette centrale ont été annoncés. Les droits de développement sont détenus par Berkeley Energy, par l'intermédiaire de sa filiale ougandaise en propriété exclusive, Maji Power Limited.

## Voir également
- Liste des centrales électriques en Ouganda
- Énergie en Ouganda